# Búnquer Línia Pirineus
El Búnquer Línia Pirineus és una obra de Ripoll protegida com a Bé Cultural d'Interès Local.

## Descripció
El búnquer, construït a tocar del camí ral, està format per dos cossos. Un, amb una petita obertura rectangular, tenia una finalitat defensiva i servia per a disparar; l'altre cos té una porta per accedir a l'interior i tindria la funció d'acollir els soldats. Ambdós cossos estan bastits amb formigó. Davant hi ha el canal de la séquia Molinar i el polígon industrial de Casanova de Baix.